# Only One (Ali Gatie)
Only One è un singolo del cantante canadese Ali Gatie, pubblicato il 9 luglio 2017.

## Tracce
1. Only One – 3:18